# Marlon Santos da Silva Barbosa
Marlon Santos da Silva Barbosa, noto semplicemente come Marlon (Duque de Caxias, 7 settembre 1995), è un calciatore brasiliano, difensore dello Šachtar.

## Biografia
Dalla fidanzata Maria ha avuto due figli di nome Pedro e João Miguel Santos.

## Carriera

### Club

#### Gli inizi
Marlon è entrato a far parte dell'Accademia Fluminense all'età di 14 anni, ha debuttato per la Fluminense all'età di 18 anni, nel Campeonato Brasileiro Série A, contro il San Paolo in una vittoria per 5-2. Marlon ha concluso con 51 presenze la sua esperienza alla Fluminense.

#### Barcellona e Nizza
Nel giugno 2016, viene ceduto in prestito al Barcellona. Ha esordito in blaugrana il successivo 23 novembre, in una partita del Gruppo C di Champions League contro il Celtic, sostituendo al 72' Gerard Piqué. Ha fatto il suo debutto in La Liga contro Las Palmas. Terminato il prestito al Barcellona, Marlon passa a titolo definitivo ai catalani per 5 milioni di euro.
Dopo essere andato negli Stati Uniti con il Barcellona durante la tournée prestagionale, nell'agosto 2017 passa al club francese del Nizza, in prestito biennale con un'opzione di acquisto alla fine del prestito per 20 milioni di euro. Ha fatto il suo debutto con i rossoneri contro il Monaco, nella vittoria per 4-0. Tuttavia, il suo prestito si è concluso alla fine della stagione 2017-18, quando Patrick Vieira ha annunciato che Marlon non avrebbe fatto parte della sua squadra.

#### Sassuolo
Il 16 agosto 2018, passa al Sassuolo per 6 milioni di euro, con una clausola di ricompra per il Barcellona e ulteriori 6 milioni di bonus se il giocatore avesse raggiunto le 50 presenze con la maglia neroverde. Ottiene la sua prima convocazione in vista di Cagliari-Sassuolo, seconda giornata di campionato 2018-2019, in programma il 26 agosto 2018. Nella stessa partita esordisce da titolare nella formazione di Roberto De Zerbi, ricevendo anche la sua prima espulsione al 90' a seguito di una doppia ammonizione. Il 28 ottobre seguente trova la prima rete con i neroverdi, nel pareggio per 2-2 contro il Bologna.

#### Šakhtar e vari prestiti
Il 22 giugno 2021 viene ufficializzato il suo trasferimento per 12 milioni di euro allo Šachtar. In Ucraina ritrova Roberto De Zerbi, suo allenatore nel triennio al Sassuolo.
Il 5 agosto 2022 fa ritorno in Italia accasandosi al Monza. Con i brianzoli raccoglie 30 presenze tra campionato e Coppa Italia, prima di tornare agli ucraini al termine della stagione.
Il 12 luglio 2023 fa ritorno alla Fluminense in prestito annuale, fino al 30 giugno 2024.

### Nazionale
A livello di nazionale, Marlon ha giocato nella nazionale Under-20 brasiliana, disputando il campionato Sub-20 svoltosi in Uruguay, chiuso al quarto posto, ed il Mondiale di categoria inn Nuova Zelanda, dove con la nazionale verdeoro ha raggiunto la finale persa dopo i tempi supplementari contro la Serbia.

## Statistiche

### Presenze e reti nei club
Statistiche aggiornate al 10 luglio 2025.
| Stagione              | Squadra               | Campionato            | Campionato | Campionato | Coppe nazionali | Coppe nazionali | Coppe nazionali | Coppe continentali | Coppe continentali | Coppe continentali | Altre coppe | Altre coppe | Altre coppe | Totale | Totale |
| Stagione              | Squadra               | Comp                  | Pres       | Reti       | Comp            | Pres            | Reti            | Comp               | Pres               | Reti               | Comp        | Pres        | Reti        | Pres   | Reti   |
| --------------------- | --------------------- | --------------------- | ---------- | ---------- | --------------- | --------------- | --------------- | ------------------ | ------------------ | ------------------ | ----------- | ----------- | ----------- | ------ | ------ |
| 2014                  | Fluminense            | A/RJ+A                | 0+20       | 0          | CB              | 0               | 0               | CS                 | 2                  | 0                  | -           | -           | -           | 22     | 0      |
| 2015                  | Fluminense            | A/RJ+A                | 9+24       | 0          | CB              | 6               | 0               | -                  | -                  | -                  | -           | -           | -           | 39     | 0      |
| 2016                  | Fluminense            | A/RJ+A                | 7+0        | 0          | CB              | 0               | 0               | -                  | -                  | -                  | PL          | 1           | 0           | 8      | 0      |
| 2016-2017             | Barcellona B          | SDB                   | 22+5       | 0          | -               | -               | -               | -                  | -                  | -                  | -           | -           | -           | 27     | 0      |
| 2016-2017             | Barcellona            | PD                    | 2          | 0          | CR              | 0               | 0               | UCL                | 1                  | 0                  | SS          | 0           | 0           | 3      | 0      |
| 2017-2018             | Nizza                 | L1                    | 23         | 0          | CF+CdL          | 0+1             | 0               | UCL+UEL            | 0+3                | 0                  | -           | -           | -           | 27     | 0      |
| 2018-2019             | Sassuolo              | A                     | 18         | 1          | CI              | 0               | 0               | -                  | -                  | -                  | -           | -           | -           | 18     | 1      |
| 2019-2020             | Sassuolo              | A                     | 23         | 0          | CI              | 0               | 0               | -                  | -                  | -                  | -           | -           | -           | 23     | 0      |
| 2020-2021             | Sassuolo              | A                     | 24         | 0          | CI              | 1               | 0               | -                  | -                  | -                  | -           | -           | -           | 25     | 0      |
| Totale Sassuolo       | Totale Sassuolo       | Totale Sassuolo       | 65         | 1          |                 | 1               | 0               |                    | -                  | -                  |             | -           | -           | 66     | 1      |
| 2021-2022             | Šachtar               | PL                    | 12         | 0          | KU              | 0               | 0               | UCL                | 9                  | 0                  | SU          | 1           | 0           | 22     | 0      |
| 2022-2023             | Monza                 | A                     | 28         | 0          | CI              | 2               | 0               | -                  | -                  | -                  | -           | -           | -           | 30     | 0      |
| lug.-dic. 2023        | Fluminense            | A/RJ+A                | 0+15       | 0          | CB              | 0               | 0               | CL                 | 5                  | 0                  | Cmc         | 2           | 0           | 22     | 0      |
| gen.-giu. 2024        | Fluminense            | A/RJ+A                | 2+4        | 0          | CB              | 0               | 0               | CL                 | 1                  | 0                  | RS          | 1           | 0           | 8      | 0      |
| Totale Fluminense     | Totale Fluminense     | Totale Fluminense     | 18+63      | 0          |                 | 6               | 0               |                    | 8                  | 0                  |             | 4           | 0           | 99     | 0      |
| set.-dic. 2024        | Los Angeles FC        | MLS                   | 5+2        | 1+0        | USOC            | 1               | 0               | -                  | -                  | -                  | -           | -           | -           | 8      | 1      |
| gen.-lug. 2025        | Los Angeles FC        | MLS                   | 11         | 0          | -               | -               | -               | CCC                | 4                  | 0                  | CmC+LC      | 3+0         | 0           | 17     | 0      |
| Totale Los Angeles FC | Totale Los Angeles FC | Totale Los Angeles FC | 16+2       | 1+0        |                 | 1               | 0               |                    | 4                  | 0                  |             | 3           | 0           | 26     | 1      |
| 2025-2026             | Šachtar               | PL                    | -          | -          | KU              | -               | -               | UEL                | -                  | -                  | -           | -           | -           | -      | -      |
| Totale Šachtar        | Totale Šachtar        | Totale Šachtar        | 12         | 0          |                 | 0               | 0               |                    | 9                  | 0                  |             | 1           | 0           | 22     | 0      |
| Totale carriera       | Totale carriera       | Totale carriera       | 256        | 2          |                 | 11              | 0               |                    | 25                 | 0                  |             | 8           | 0           | 300    | 2      |

## Palmarès

### Club

#### Competizioni nazionali
- Primeira Liga (Brasile): 1

Fluminense: 2016
- Supercoppa di Spagna: 1

Barcellona: 2016
- Coppa di Spagna: 1

Barcellona: 2016-2017
- Supercoppa d'Ucraina: 1

Šachtar: 2021
- Lamar Hunt U.S. Open Cup: 1

Los Angeles FC: 2024

#### Competizioni internazionali
- Coppa Libertadores: 1

Fluminense: 2023
- Recopa Sudamericana: 1

Fluminense: 2024